# Реес, Каспар Франц
Каспар Франц Реес (1690, Рурмонд — 1740) — нидерландский латинский поэт, математик и педагог.
В 1708 году вступил в орден ораторианцев, после долгих лет обучения стал профессором в Мехелене. Преподавал в первую очередь словесность и риторику, однако опубликовал работы и по целому ряду других вопросов, от математики до истории своего города. Как поэт более всего известен своей написанной на латыни поэмой «Cento virgilianus in solemni inauguratore Caroli Sexti imperatoris» (1717).
В истории, однако, остался благодаря своему сочинению «Éen algeoieynen Begel, waerdoor alle regels der Rekenkonst… uitgewerkt worden» (Брюссель, 1735). Оно было переведено ва французский язык под заглавием «Règle génerale d’Arithmetïque ou Nouvelle Methode. Ouvrage traduit de Flamand» (Гаага, 1887) и с французского языка на немецкий профессором Кале. Составлявшее предмет этой книги правило решения задач, подходящих под употребляемое с XV или XVI столетия цепное правило, представляло, в сущности, только видоизменение последнего, отличавшееся от него порядком расположения чисел в столбцах и строках и несколько большей краткостью. Правила эти арифметики XVIII столетия назвали реесовым правилом и смотрели на него как на совершенно новое.